# Орнос
Орнос (ісп. Hornos) — муніципалітет в Іспанії, у складі автономної спільноти Андалусія, у провінції Хаен. Населення — 683 особи (2010).
Муніципалітет розташований на відстані близько 260 км на південь від Мадрида, 110 км на північний схід від Хаена.
На території муніципалітету розташовані такі населені пункти: (дані про населення за 2010 рік)
- Каньяда-Моралес: 111 осіб
- Капельянія: 22 особи
- Орнос: 417 осіб
- Ла-Платера: 40 осіб
- Ель-Товар: 40 осіб
- Транко: 45 осіб
- Вента: 8 осіб

## Демографія
Динаміка населення (INE ):

## Галерея зображень

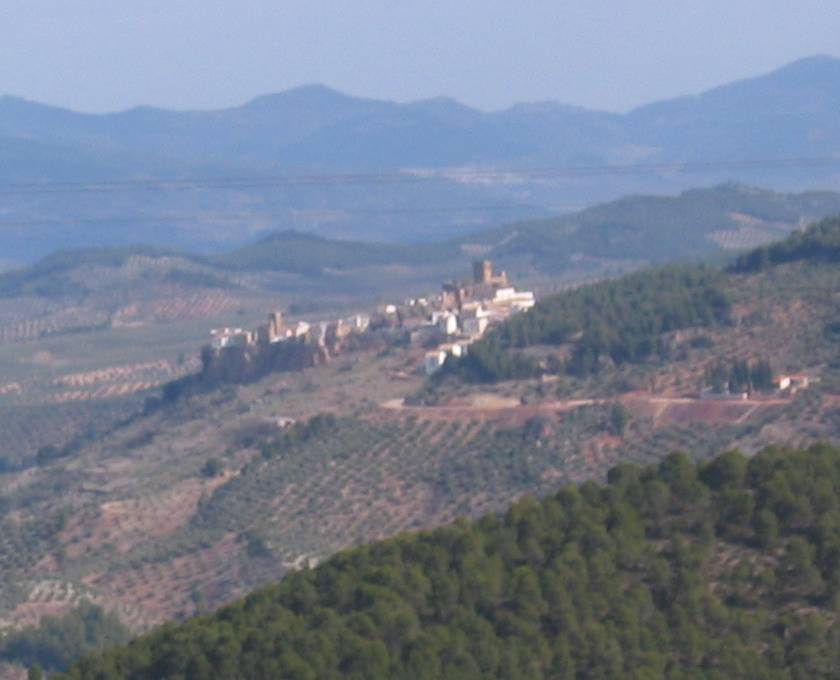
Орнос